# 左秉震
左秉震（？—？），是一名清朝政治人物。
左秉震曾于雍正六年（1728年）由崇明縣調署南汇县知县一职，同年即由施霖接任。